# El Poal
El Poal è un comune spagnolo situato nella comunità autonoma della Catalogna.